# Михаил Дихан
Михаил Дихан е украински учен (историк) и общественик от български произход.
Основател е и почетен председател на Одеското българско дружество, член на Настоятелството на Международната асоциация на българите, академик на Балканската академия на науките, на новата култура и на устойчивото развитие. Инвалид от Великата отечествена война от 1941 – 1945 г., кавалер на 5 съветски бойни ордена, на 20 съветски и на 2 български медали.

## Биография
Роден е на 25 август 1925 г. в село Благоево, Одеска област в скромно българско семейство. Учи 7 години в родното си село, след това в Бобринецкия селскостопански техникум в Кировоградска област.
Участва като доброволец във Втората световна война. Раняван е 4 пъти – за последен път на 28 октомври 1944 г., в деня на освобождението на Украйна от окупация. Тогава му ампутират крака и той остава инвалид за цял живот. За участието си във военните действия в състава на 1-ви и 4-ти украински фронт е награден с 5 ордена и 16 медала.

### Образование
След войната завършва Одеския културно-просветен техникум, а през 1946 г. постъпва в Юридическия факултет на Лвовския държавен университет „Иван Франко“. Дипломирайки се, започва работа като адвокат, от 1956 г. се отдава на научна кариера. Защитата на кандидатската му дисертация е през 1961 г. в Института по история на Академията на науките на Украйна. Още в нея са заложени проблеми, по които Михаил Дихан проявява траен изследователски интерес – българи и гагаузи в Южна Бесарабия. През 1972 г. защитава успешно докторска дисертация и, вече доцент, оглавява катедрата по нова и най-нова история на Одеския държавен университет „И.И. Мечников“.

### Научна кариера
Като професор, Михаил Дихан преподава 2 години (1987 – 1988) в български висши училища, сътрудничи на научноизследователски институти и колективи. В периода 1960 – 2004 г. проф. Дихан посещава България 30 пъти, събира множество архивни материали, участва в научни форуми. Автор е на 30 монографии, научнопопулярни трудове, очерци и спомени. Публикувал е над 200 научни статии в сборници и издания на научноизследователски институти. Фундаменталните му трудове са посветени на историята на България и на българските общности в Украйна и Молдова.
В периода 1993 – 1997 г. проф. Дихан живее в САЩ, където подготвя 7 монографии и редица книги за печат.

### Деец за българско възраждане
През съветския тоталитарен режим Михаил Дихан е обявен за български буржоазен националист, той е сред най-активните участници в процеса на националното възраждане на българите в Украйна. През 1960-те години Михаил Дихан и неговите съмишленици Петър Недов и Иван Мещерюк пишат писмо до Никита Хрушчов във връзка с тревогата си за асимилирането на българите в СССР, изчезването на родния език, културата и традициите, националната самобитност.
Когато настъпват демократичните промени в бившия Съветски съюз, професор Дихан е челник на възродителния процес, като заедно със съмишленици основава Одеското българско дружество, инициира създаването на вестник „Роден край“ през 1989 г.
През 1991 г. представя българите от Украйна на Първия конгрес на българите от цял свят, преминал в София, България. Активно участва в работата на Първия конгрес на българите в СССР през 1991 г. в Болград, където подкрепя кирилометодиевците в делото за по-последователна и резултатна програма на българското възраждане.
Професор Дихан посвещава целия свой творчески живот и дейност на българската общност в Украйна и на България, която винаги нарича „моя светиня“. Проф. Дихан е емблема за българското национално движение в Украйна, през 1995 г. в чест на 70-годишнината му е обявен от българската общност за неин патриарх.

## Творби
Михаил Дихан е автор на повече от 25 монографии и 200 статии. Автор е на редица научнопопулярни книги за българите в Украйна:
- „Преселването на българите в Южна Украйна“, Одеса, 2001
- „Под родната стряха“, Одеса, 2004
- „Бесарабия – моя светиня“, Одеса, 2004
- „Български национални райони в Украйна през 20-30-те години на XX век“, Одеса, 204 и др.

## Отличия
От 1969 г. е носител на орден „Кирил и Методий“ II степен, за принос в българската историческа наука.
От 2005 г. е носител на паметен медал „Иван Вазов“ – най-високото отличие на Държавната агенция за българите в чужбина.
Лауреат е на конкурса „Човек на годината – 2005“ – отличие на Асоциацията на българите в Украйна.